# Beate
Beate ist ein weiblicher Vorname und selten auch Familienname. Im Lateinischen bedeutet beatus „gesegnet“, „glücklich“. Beate heißt übersetzt also „die Selige/Gesegnete“, „die Glückliche“.

## Namenstag
Der Namenstag ist am 8. April. Vor der Reform des Heiligenkalenders durch das zweite Vatikanische Konzil 1962 war er am 8. März.
Das gegenwärtige Datum geht zurück auf den Todestag von Beate (Beata) von Ribnitz, Tochter von Herzog Heinrich II. von Mecklenburg. Beate galt als ausnehmend friedfertig und nächstenlieb. Sie war von 1350 bis zu ihrem Tod am 8. April 1399 Äbtissin im Heilig-Kreuz-Kloster der Klarissen zu Ribnitz in Mecklenburg.

## Bekannte Namensträgerinnen

### Beate
- Beate Abraham (* 1945), deutsche Schauspielerin
- Beate Almer (* 1970), deutsches Fotomodell und Schönheitskönigin
- Beate Bartel (* 1957), deutsche Musikerin
- Beate Baumann (* 1963), Büroleiterin von CDU-Politikerin Angela Merkel
- Beate Bohr (* 1970), deutsche Schauspielerin und Kabarettistin
- Beate Christmann (* 1984), deutsche Degenfechterin, sechsfache deutsche Meisterin
- Beate Dölling (* 1961), deutsche Schriftstellerin
- Beate Eriksen (* 1960), norwegische Schauspielerin und Regisseurin
- Beate Finckh (* 1960), deutsche Schauspielerin
- Beate Gummelt (* 1968), deutsche Geherin
- Beate Habetz (* 1961), deutsche Radrennfahrerin
- Beate Hasenau (1936–2003), deutsche Filmschauspielerin, Kabarettistin und Synchronsprecherin
- Beate Hasselmann (* 1946), deutsche Esoterik-Autorin
- Beate Heister (* 1951), deutsche Unternehmerin
- Beate Jasch (* 1959), deutsche Schwimmerin und Olympiateilnehmerin
- Beate Klarsfeld (* 1939), deutsch-französische Journalistin, Aktivistin Aufklärung Nazi-Verbrechen
- Beate Koch (* 1967), deutsche Leichtathletin
- Beate Kunath (* 1967), deutsche Filmemacherin, Drehbuchautorin und Videokünstlerin
- Beate Läsch-Weber (* 1957), deutsche Politikerin (CDU)
- Beate Meffert (1947–2021), deutsche Informatikerin
- Beate Meinl-Reisinger (* 1978), österreichische Juristin und Politikerin (NEOS, vormals ÖVP)
- Beate Merk (* 1957), deutsche Politikerin (CSU)
- Beate Morgenstern (* 1946), deutsche Schriftstellerin
- Beate Naroska (1943–2008), deutsche Experimentalphysikerin im Bereich der Teilchenphysik
- Beate Neuss (* 1953), deutsche Politikwissenschaftlerin, Hochschullehrerin
- Beate Passow (* 1945), deutsche Installations-, Foto- und Collagekünstlerin
- Beate Peters (* 1959), deutsche Leichtathletin (Speerwerferin)
- Beate Ritter (1983–2025), österreichische Opernsängerin (Sopran)
- Beate Schnitter, Schweizer Architektin (1929–2023)
- Beate Sost-Scheible (* 1956), deutsche Juristin, Richterin am Bundesgerichtshof
- Beate Thalberg (* 1967), deutsch-österreichische Film- und Theaterregisseurin und Drehbuchautorin
- Beate Uhse (1919–2001), deutsche Pilotin und Unternehmerin
- Beate Wagner (* 1970), deutsche Medizinjournalistin und Sachbuchautorin
- Beate Wagner-Hasel (* 1950), deutsche Althistorikerin
- Beate Wendt (* 1971), deutsche Fußballspielerin
- Beate Werner (* 1963/64), deutsche Fernsehjournalistin und -moderatorin
- Beate Zschäpe (* 1975), deutsche Rechtsextremistin

### Beata
- Beata Geismann (* 1979), deutsche Rollhockeyspielerin und Nationalspielerin
- Beata Halassy (* 1971), kroatische Virologin und Immunologin
- Beata Halicka (* 1972), polnische Kulturhistorikerin
- Beata Heuer-Christen (* 1935), schweizerisch-deutsche Konzertsängerin und Gesangspädagogin
- Beata Kiełtyka (* 1981), polnische Biathletin
- Beata Łaska (≈1515–1576), polnische Adelige
- Beata Lehmann (* 1965), deutsche Schauspielerin
- Beata Poźniak (* 1960), polnisch-US-amerikanische Schauspielerin, Filmregisseurin, Malerin, Model und Aktivistin
- Beata Szydło (* 1963), polnische Politikerin
- Beata Szymańczak (* 1989), polnische Biathletin
- Beata Tyszkiewicz (* 1938), polnische Schauspielerin
- Beata Zawadzka (* 1986), polnische Schachspielerin
- Beata Żbikowska (* 1934), polnische Mittelstreckenläuferin und Sprinterin
- Beata Ziegler (1885–1959), deutsche Musikpädagogin (Klavier)
- Beata Zwolańska-Hołod (* ≈1975), polnische Bildhauerin

## Familienname
- Friedhelm Beate (1936–1999), deutscher Pensionär

## Varianten
- Bea
- Beade
- Beata
- männlich: Beat (hauptsächlich in der Schweiz)